# San Anselmo (Kalifornia)
San Anselmo város az USA Kalifornia államában, Marin megyében. Lakosainak száma 12 830 fő (2020. április 1.).

## Népesség
A település népességének változása:

| 2010 | 12 336 |
| 2020 | 12 830 |